# Округ Даглас (Небраска)
Округ Даглас (енгл. Douglas County) је округ у америчкој савезној држави Небраска.

## Демографија
По попису из 2010. године број становника је 517.110, што је 53.525 (11,5%) становника више него 2000. године.
| Група             | 2000.           | 2010.           |
| Белци             | 362.528 (78,2%) | 372.029 (71,9%) |
| Афроамериканци    | 53.330 (11,5%)  | 60.071 (11,6%)  |
| Азијати           | 7.944 (1,7%)    | 13.755 (2,7%)   |
| Хиспаноамериканци | 30.928 (6,7%)   | 57.804 (11,2%)  |
| Укупно            | 463.585         | 517.110         |